# A+ (Репер)
Андре Левінс також відомий як A+ (нар. 29 серпня, 1982, Хемпстед) Американський репер. 1996 та 1999 року, ще підлітком, випустив два альбоми.

## Кар'єра
Розпочав кар'єру 1995 року. Після перемоги на шоу національних талантів США його спонсором погодився стати Def Jam Records. Вперше заспівав у продюсера Кедара Массенбурга на лейблі, Kedar Entertainment.
Зі слів Массенбурга, Андре «прагне досконалості, не говорить про ті ж речі, що й інші молоді репери».
1996 року — у віці 14 років, випускає свій перший альбом, The Latch-Key Child, запрошеними зірками в альбомі стали AZ, Mobb Deep та Q-Tip. Трек «All I See» увійшов до альбому випущений як основний сингл, він згодом досяг 66-ї сходинки в чарті Billboard Hot 100, та тримався на цій позиції 14 тижнів.
Другий та останній альбом, Hempstead High вийшов 23 березня 1999 року. Запрошеними учасниками були: DeBarge, Lost Boyz та Canibus. У синглі «Enjoy Yourself», А+ використовує семпли Уолтера Мерфі з пісні 1976 року «A Fifth of Beethoven», та посідає п'яте місце в UK Singles Chart, сходинку № 63 в U.S. Hot 100 на три тижні, також сингл був комерційно успішним в Німеччині та Японії.

## Дискографія

### Альбоми
| 1996 | The Latch-Key Child | 36 | 17 |
| 1999 | Hempstead High      | 60 | 19 |

### Сингли
| Рік  | Назва                                | Позиція в чарті | Позиція в чарті | Позиція в чарті | Позиція в чарті | Позиція в чарті | Позиція в чарті | Позиція в чарті | Позиція в чарті | Позиція в чарті | Позиція в чарті | Позиція в чарті | Позиція в чарті | Позиція в чарті |
| Рік  | Назва                                | AUS             | AUT             | BEL             | FRA             | GER             | NLD             | NOR             | NZ              | SWE             | SWI             | UK              | US              | US R&B          |
| ---- | ------------------------------------ | --------------- | --------------- | --------------- | --------------- | --------------- | --------------- | --------------- | --------------- | --------------- | --------------- | --------------- | --------------- | --------------- |
| 1996 | «All I See»                          | —               | —               | —               | —               | —               | —               | —               | —               | —               | —               | —               | 66              | 29              |
| 1999 | «Enjoy Yourself»                     | 26              | 25              | 5               | 25              | 30              | 4               | 6               | 8               | 19              | 19              | 5               | 63              | 50              |
| 1999 | «It's on You»                        | —               | —               | —               | —               | —               | —               | —               | —               | —               | —               | —               | —               | —               |
| 1999 | «Bet She Don't Love You (feat. Joe)» | —               | —               | —               | —               | —               | 88              | —               | —               | —               | —               | —               | —               | —               |
| 2009 | «Who Stole Hip-Hop»                  | —               | —               | —               | —               | —               | —               | —               | —               | —               | —               | —               | —               | —               |
| 2012 | «I'm Right Here»                     | —               | —               | —               | —               | —               | —               | —               | —               | —               | —               | —               | —               | —               |